# Neoparlatoria lithocarpicola
Neoparlatoria lithocarpicola är en insektsart som beskrevs av Takahashi 1934. Neoparlatoria lithocarpicola ingår i släktet Neoparlatoria och familjen pansarsköldlöss. Inga underarter finns listade i Catalogue of Life.